# Ithytrichia
Ithytrichia is een geslacht van schietmotten uit de familie Hydroptilidae.

## Soorten
Deze lijst van 6 stuks is mogelijk niet compleet.
- I. aquila MA Gonzalez & H Malicky, 1988
- I. bosniaca Murgoci, Botnariuec & Botosaneanu, 1948
- I. ferni PAR Martin, 2006
- I. lamellaris A.E. Eaton, 1873
- I. mazon HH Ross, 1944
- I. mexicana SC Harris & A Contreras-Ramos, 1989